# Valley View (Teksas)
Valley View je grad u američkoj saveznoj državi Teksas. Prema popisu stanovništva iz 2010. u njemu je živjelo 757 stanovnika.